# Бошам, Жорж
Жорж Дельметиа Бошам (англ. George Delmetia Beauchamp, 1899—1941) — американский музыкант и предприниматель, изобретатель электрогитары.

## Биография
Родился в Техасе в округе Колмен, начинал карьеру в 1920-х годах как музыкант, играл на скрипке и лэп-стил гитаре, после чего окончил курсы по электротехнике и занялся экспериментами по усилению колебаний струн щипковых и смычковых струнных инструментов с помощью электричества. Кроме того, Бошам вместе с братьями Допера занимался разработкой резонаторной гитары. В 1929 году Бошам получил патент на дизайн резонаторной гитары Добро с одним конусом.

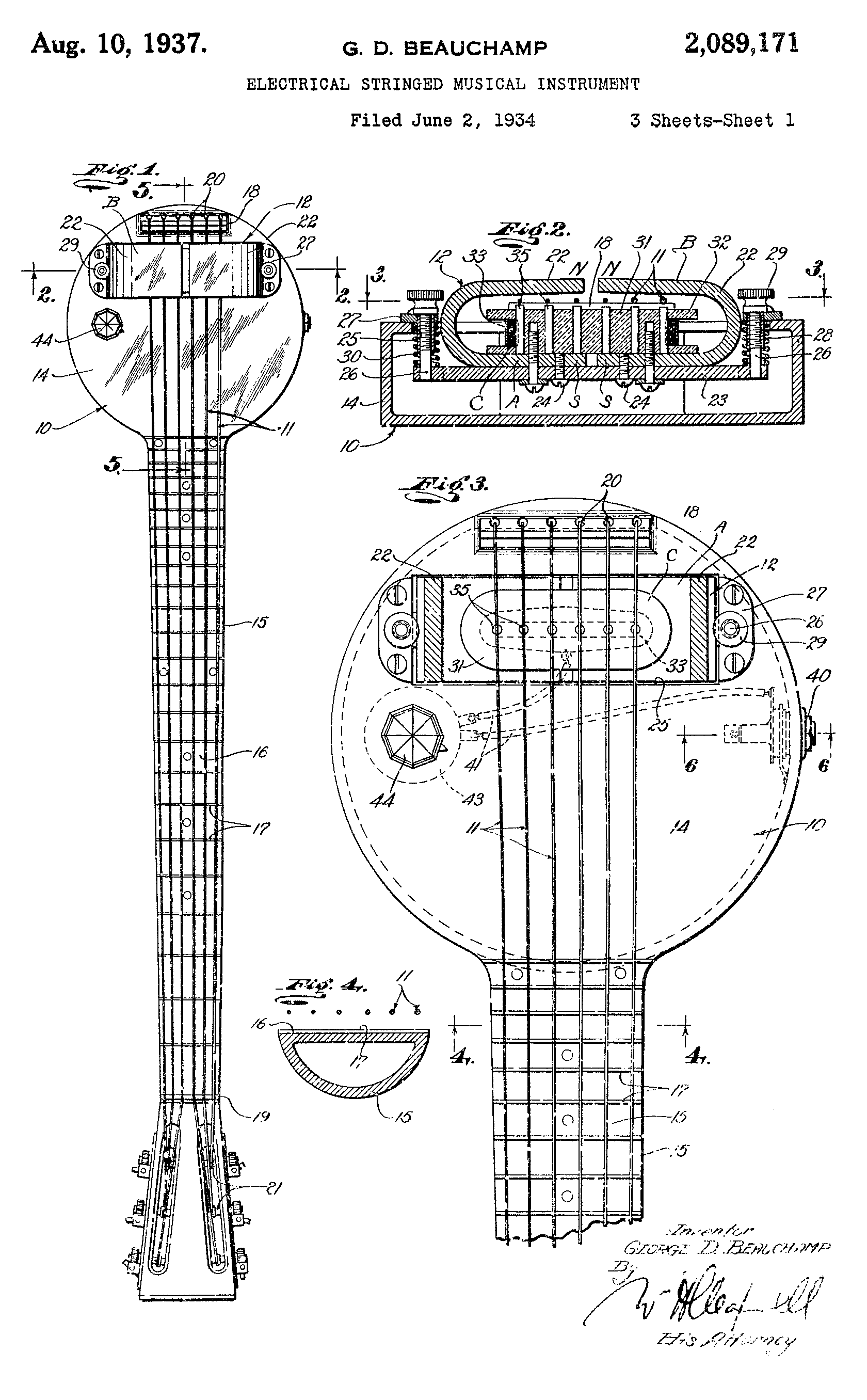
Эскиз «сковородки» Рикенбекера — лэп-стил гитара из приложения к патенту 1934 года

После многих неудачных попыток Бошам в 1931 году изобрёл первый серийный электромагнитный звукосниматель, который представлял собой микрофон с двумя магнитами в форме подковы, связанных с катушкой, между которыми натянуты струны. В 1932 году Бошам основал совместно с Адольфом Рикенбекером компанию Ro-Pat-In Corporation, впоследствии переименованную в Electro String Corporation, но на рынок она вышла под брендом Rickenbacker — вероятно, благодаря известности фамилии (Эдди Рикенбакер, дальний родственник Адольфа, был известным лётчиком во время Первой мировой войны). Компания начала производить для массового рынка электрогитары, которые, будучи сделанными из алюминия, получили от музыкантов любовное прозвище «frying pans» («сковородки»). Бошам и Адольф Рикенбекер начали продавать «Сковородки» в 1932 году, однако патент на электрическую гитару Бошаму удалось получить лишь в 1936 году, что позволило другим гитарным компаниям производить свои версии электрогитар в этот период.
С 1931 года началось производство гавайских электрогитар с корпусами из бакелита, затем был налажен выпуск испанских гитар (Электро, модель B), впоследствии были «электрифицированы» и другие инструменты — скрипка, контрабас и даже арфа для Харпо Маркса.
Жорж Бошам умер 30 марта 1941 года во время рыбалки от сердечного приступа.

## Изобретения
- 1929: Патент на гитару Добро, Патент #1,808,756
- 1934: Патент на «Сковородку»,Патент #2,089,171
- 1936: Патент на электрогитару
- 1936: Патент на электроскрипку.